# 斷紋真蛙䲁
斷紋真蛙鳚（學名：Blenniella interrupta），又名斷紋真動齒鳚、狗鰷，為輻鰭魚綱䲁形目鳚科真動齒鳚屬下的一個種，分布於西太平洋臺灣至印尼和新赫布里底群島的珊瑚礁海域，深度0至2公尺，本魚本魚體延長，稍側扁，頭鈍短，頭頂具冠膜，眶上觸鬚卷絲狀，鼻觸鬚短而呈掌狀，頸背有捲鬚，上顎孔4-6個，雄魚為灰色至深棕色，並有縱排藍色線紋。雌魚為淺灰色，帶有深色水平破折號和垂直深色A/H形條紋；背鰭和尾鰭有斑點，背鰭硬棘12-14枚、背鰭軟條18-21枚、臀鰭硬棘2枚、臀鰭軟條19-22枚，體長可達6公分，棲息在潮間帶的礁岩潮池中，受到驚嚇時會以一前一後方式彈跳，以藻類為食，具有領域性，產附著性卵，雄魚會有護卵行為。